# Ruch 969
Ruch 969 – mjanmańska organizacja, sprzeciwiająca się islamizacji przeważająco buddyjskiej Mjanmy.
Liczba zawarta w nazwie ma symbolizować „cnoty Buddy, buddyjskie praktyki i buddyjską wspólnotę”. Pierwsza dziewiątka oznacza dziewięć szczególnych cech Buddy, szóstka sześć szczególnych cech Dharmy lub nauk buddyzmu, a ostatnia dziewiątka reprezentuje dziewięć szczególnych cech buddyjskich Sangha (mnichów). Te trzy szczególne cechy stanowią trzy Klejnoty Buddy. W przeszłości Budda, Sangha, Dharma oraz Koło Dharmy były symbolami buddyzmu. To samo tyczy się liczby 969; jest ona kolejnym buddyjskim symbolem.
Zwolennicy organizacji przeczą, jakoby miała charakter antymuzułmański. Bhikkhu Wirathu określił ją jako ruch obronny skierowany przeciw „Bengalczykom, terroryzującym miejscowych Arakanów (buddystów)”. Alex Bookbinder z The Atlantic łączy powstanie organizacji z pewnymi ideami U Kyaw Lwina.
„Możesz być pełen życzliwości i miłości, ale nie możesz spać obok wściekłego psa” – powiedział odnośnie do muzułmanów, duchowy przywódca ruchu Ashin Wirathu w wywiadzie dla The New York Times.
Ruch proponuje wprowadzić prawo, zakazujące buddyjskim kobietom wychodzić za niebuddyjskich mężczyzn bez zgody lokalnych władz i przejścia potencjalnego męża na buddyzm.